# Pitou, bonne d'enfants
Pour les articles homonymes, voir Pitou.
Pour plus de détails, voir Fiche technique et Distribution.
Pitou, bonne d'enfants est un film muet français de court métrage d'un réalisateur inconnu, sorti en 1907.

## Synopsis
Pitou, maladroit mais gentil, se voit confier, le temps d'une courte absence de la nounou, un enfant pleurant qu'il tente de calmer par tous les moyens.

## Fiche technique
- Titre : Pitou, bonne d'enfants
- Réalisation : réalisateur inconnu
- Société de production : Pathé Frères
- Pays d'origine :  France
- Langue : film muet avec les intertitres en français
- Métrage : 105 mètres
- Format : Noir et blanc — 35 mm — 1,33:1 — Muet
- Genre : Comédie
- Durée : 3 minutes 30
- Dates de sortie : 
  -  États-Unis : 7 septembre 1907
  -  France : 25 juillet 1908

## Distribution
- Max Linder : Pitou